# Folopa jezik
Folopa jezik (foraba, podoba, podopa, polopa; ISO 639-3: ppo), transnovogvinejski jezik uže skupine teberan, kojim govori 3 000 ljudi (1985 SIL) u Papui Novoj Gvineji u provincijama Gulf i Southern Highlands; dvadeset sela. Ima više dijalekata: ro (keai, worugl), bara (harahui, harahu), sesa (mamisa, songu, ibukairu), kewah, tebera, aurei, waraga, pupitau, boro, suri, siligi, sopese i keba-wopasali. Pismo: latinica.
Folopa i srodan jezik dadibi [mps] su nekada s jezikom pawaia ili aurama činili širu skupinu teberan-pawaian

## Vanjske poveznice
- Ethnologue (14th)
- Ethnologue (15th)